# 高畑町
高畑町（たかばたけちょう Takabatake-chō）は、奈良県奈良市の中央部、中心市街地の東部に位置する地区である。郵便番号は630-8301。

## 地理
奈良市の中央部、市街地の東部に位置する、北西-南東方向に広がる地区である。春日山の南西麓にあたる。
地区の一部は、江戸時代までは興福寺の子院「松林院」が立地していた地域であり、近代以降、京都市南禅寺界隈別荘地と並ぶ別荘地開発が進められ、奈良華族や在阪財閥の山口家の別邸や志賀直哉の邸宅があった。山口家当主が志賀直哉や武者小路実篤ら文化人、芸術家を招き、茶の湯を通じた文化交流が盛んに行われていた。現在も邸宅、別邸が広がる他、志賀直哉旧邸宅の公開などなどで歴史的・文化的価値を生かした取り組みが行われてきる。
北部は猿沢池の東から春日大社の南にかけて、奈良ホテルをはじめとするホテル・旅館が多く分布する。中部に奈良教育大学のキャンパスがある。
一部が世界遺産（文化遺産）「古都奈良の文化財」の緩衝地帯（バッファーゾーン）、歴史的風土特別保存地区（春日山地区）、国史跡「興福寺旧境内」、奈良公園、奈良町都市景観形成地区に含まれる。
北は登大路町・春日野町、南は白毫寺町、西は池之町・東寺林町・鶴福院町・不審ヶ辻子町・鵲町・公納堂町・福智院町・紀寺町・東紀寺町・南紀寺町と接している。

### 河川
- 能登川（のとがわ）- 大和川の支流。南部を西に流れる。
- 菩提川（ぼだいかわ） - 率川（いさがわ）とも称する。大和川の支流で、北部を西に流れる。

### 池
- 荒池（あらいけ） - 北西部に位置する。中央を南北に国道169号が走り、池はその両側に分かれている。
- 鷺池（さぎいけ） - 北西部に位置する。奈良公園の一部。池の中央北部に浮見堂がある。

### 地名の由来
- 大和高原が西に緩やかにのびた、見晴らしのよい台地となっているためとする説がある[2]。

### 域内の地名
域内に江戸期以来の御所馬場町、片原町、北天満町、中天満町、下清水町、中清水町、上清水町、下高畑町、上高畑町、破石町、福井町、丹坂町、閼伽井町、菩提町、山之上町、能登川町などの通称町名があり、ほかに東大路町、下久保町、上久保町、本薬師町、本薬師東町、高畑大道町、橋街道町、高畑南町などもある。多くは現在もそれぞれ自治会を構成している。

## 歴史
- 1889年（明治22年）4月1日 - 町村制の施行により、添上郡高畑村が添上郡奈良町大字高畑となる。
- 1898年（明治31年）2月1日 - 奈良町の市制施行により奈良市大字高畑となる。
- 1903年（明治36年）- 奈良市高畑町と改称。
- 1970年（昭和45年） - 一部が東紀寺町1～3丁目・南紀寺町1～5丁目となる。

### 人口の変遷
総数 [戸数または世帯数：  、人口：  ]
| 1882年（明治15年） | 355戸 1,813人   |
| 1980年（昭和55年） | 1,581戸 4,688人 |
| 2010年（平成22年） | 1,432戸 3,586人 |

## 施設

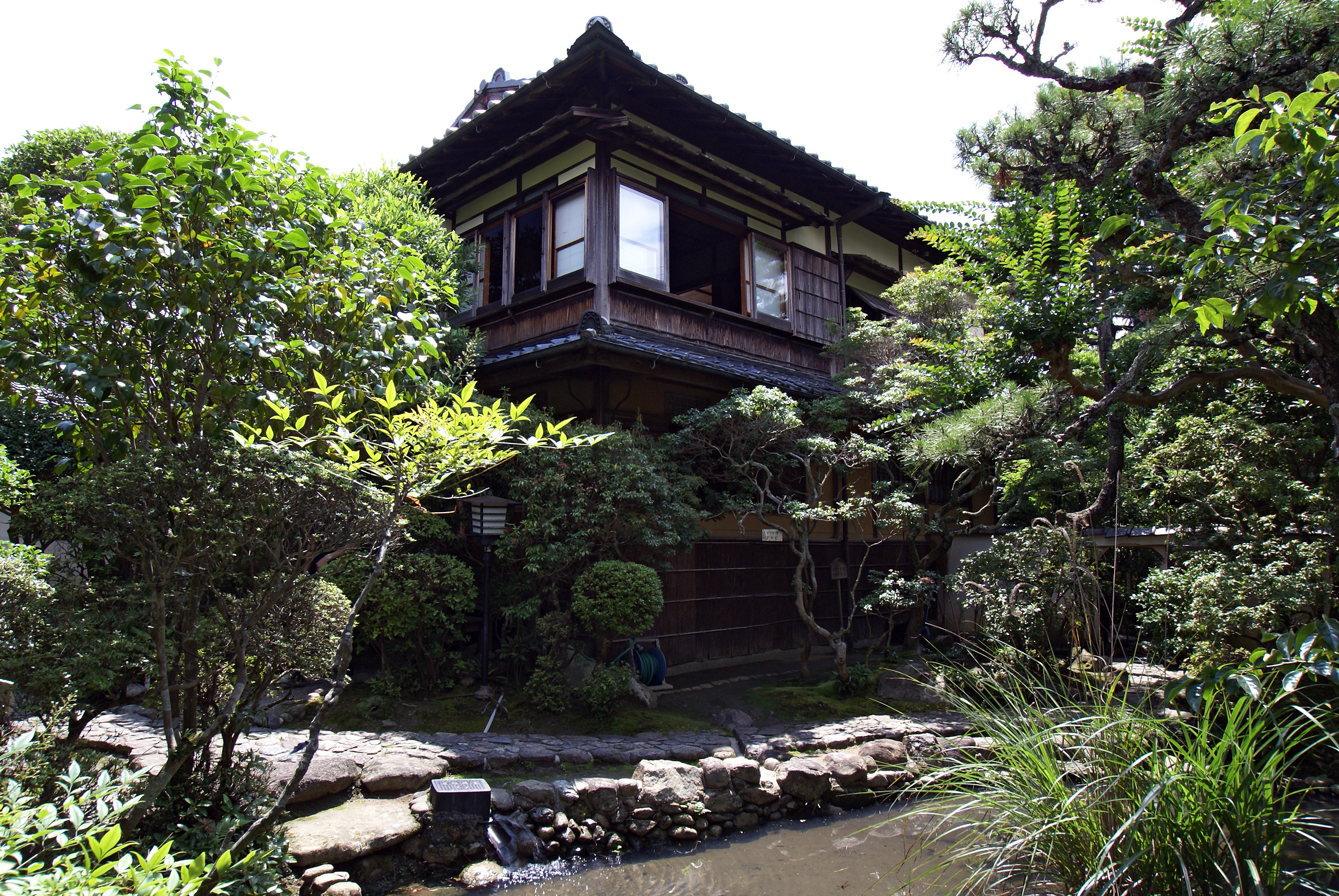
志賀直哉旧居

- 志賀直哉旧居

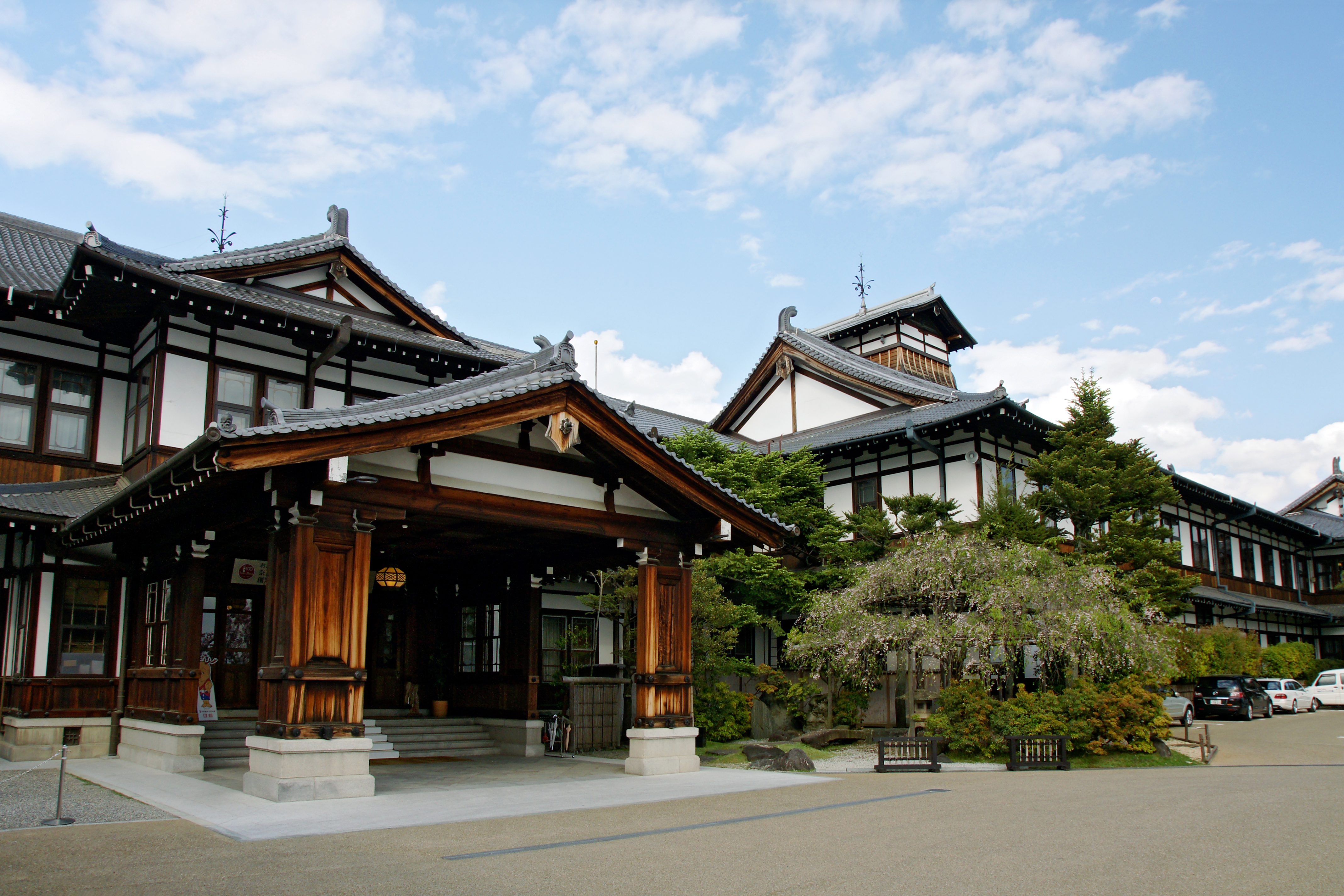
奈良ホテル
- ホテル尾花
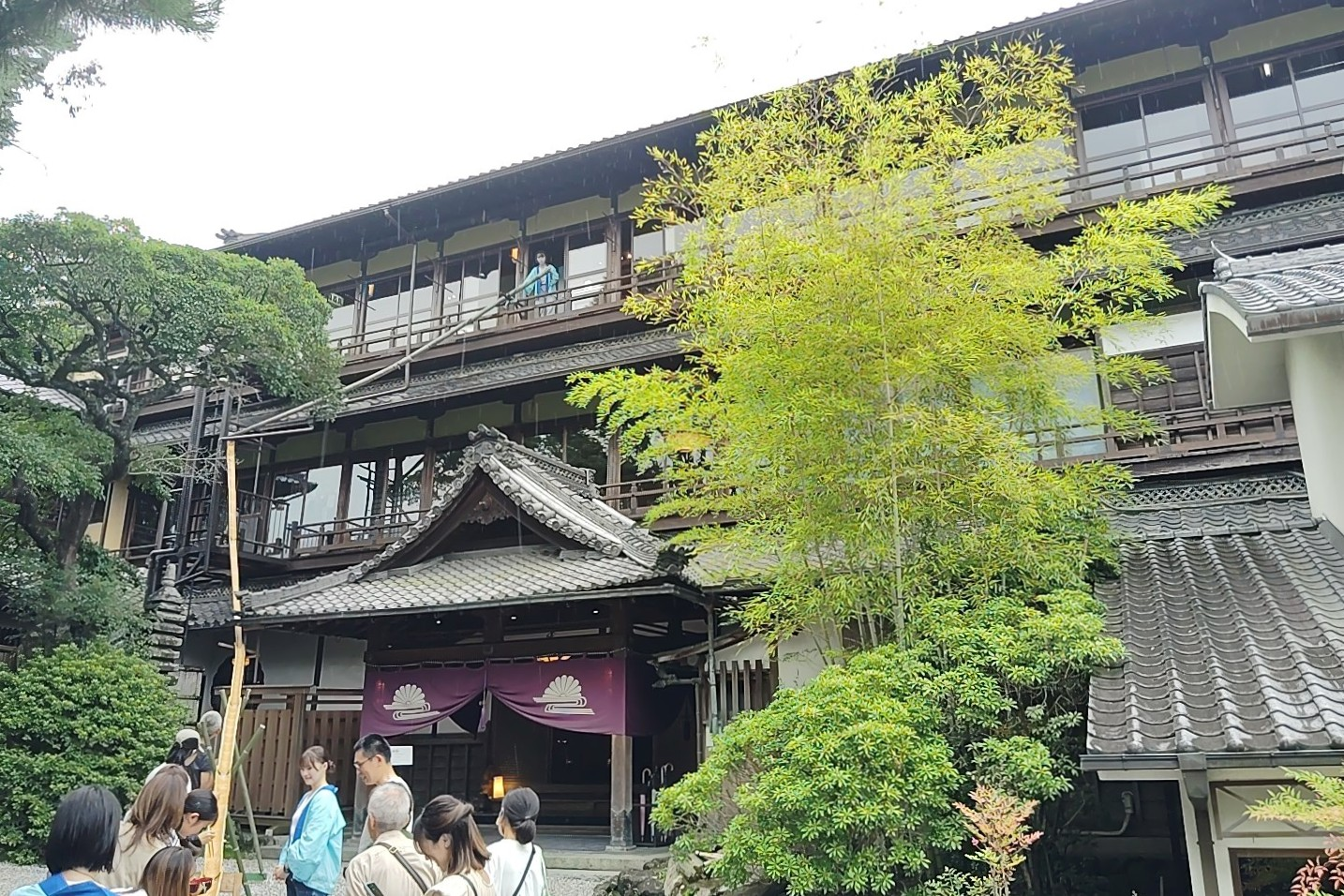
菊水楼
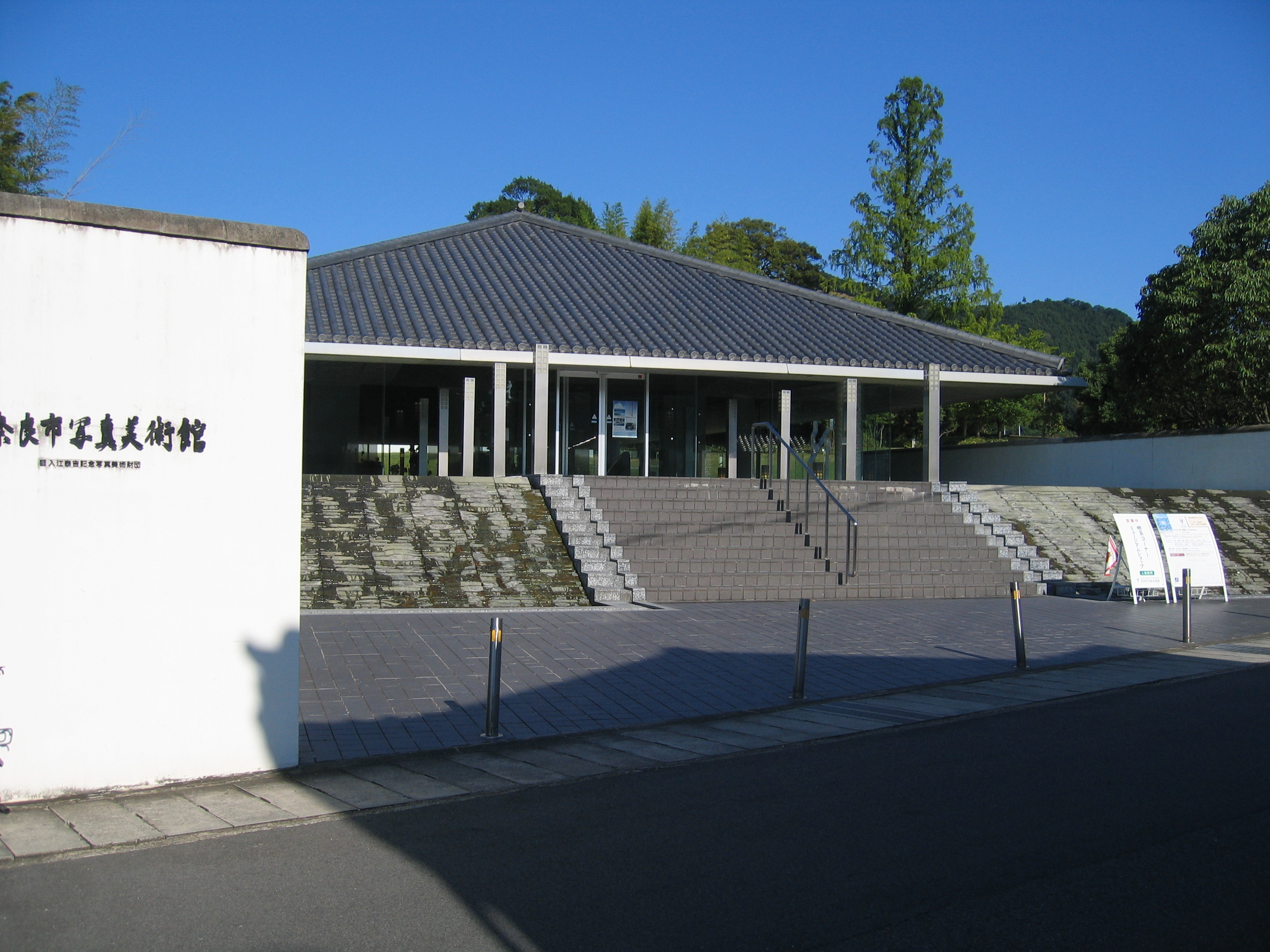
入江泰吉記念奈良市写真美術館
- 奈良第二地方合同庁舎
- 奈良高畑郵便局
- 柴田歯科医院

- 奈良ホテル
- 菊水楼
- 入江泰吉記念奈良市写真美術館

## 教育

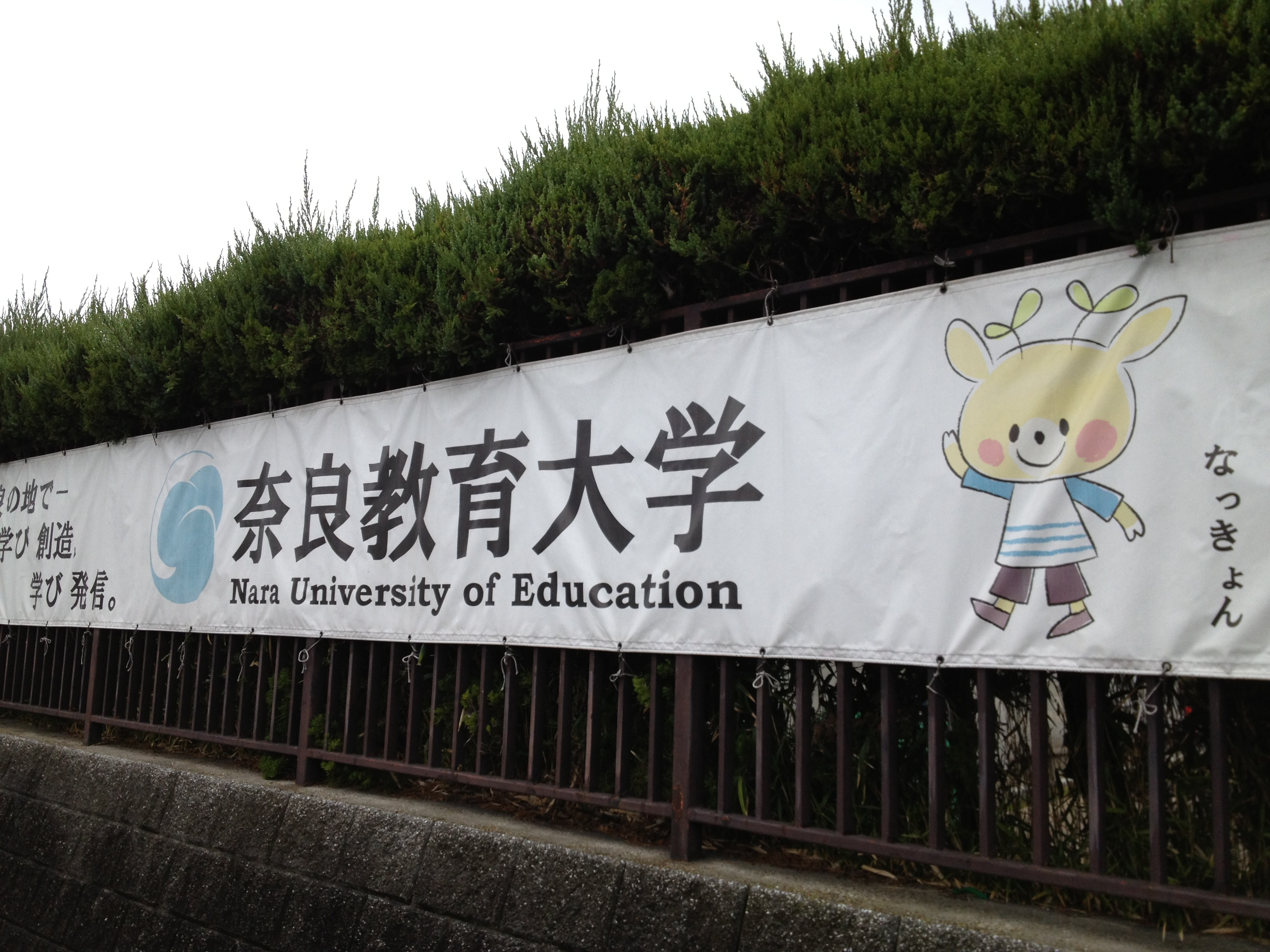
奈良教育大学入口の横断幕

- 奈良教育大学
- 奈良市立飛鳥中学校
- 奈良教育大学附属小学校
- 奈良教育大学附属幼保連携型認定こども園

### 小・中学校の学区
- 奈良市立飛鳥小学校、および当町に位置する奈良市立飛鳥中学校の学区に属する[6]。

## 交通

### 道路
- 一般国道
  - 国道169号
- 県道
  - 奈良県道・三重県道80号奈良名張線
  - 奈良県道188号高畑山線
- その他
  - 柳生街道 - 西の入口に位置する。

### バス
- 奈良交通
  - 市内循環線・中循環線等のバス停に、春日大社表参道、破石町、高畑町がある。
  - 他の路線のバス停に、奈良ホテル、高畑社宅前がある。

## 名所・旧跡

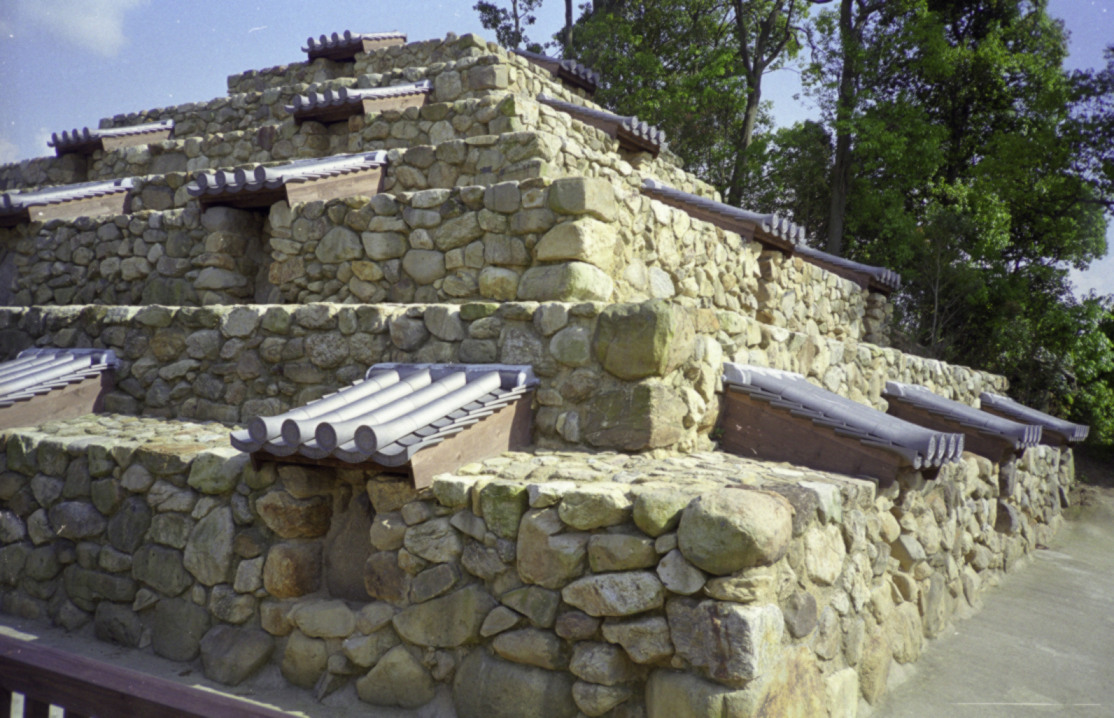
頭塔

- 吉備塚古墳 - 奈良教育大学高畑キャンパス内に所在。
- 頭塔
- 日輪山新薬師寺
- 南都鏡神社
- 春日山不空院（不空律院）
- 奈良町天神社
- 瑜伽神社
- 高圓山閼伽井庵
- 赤穂神社
- 比賣神社
- 隔夜寺（客養寺）
- 旧大乗院庭園
- 青田家住宅
- 旧栗盛吉蔵邸 - 奈良県内唯一のヴォーリズ建築。

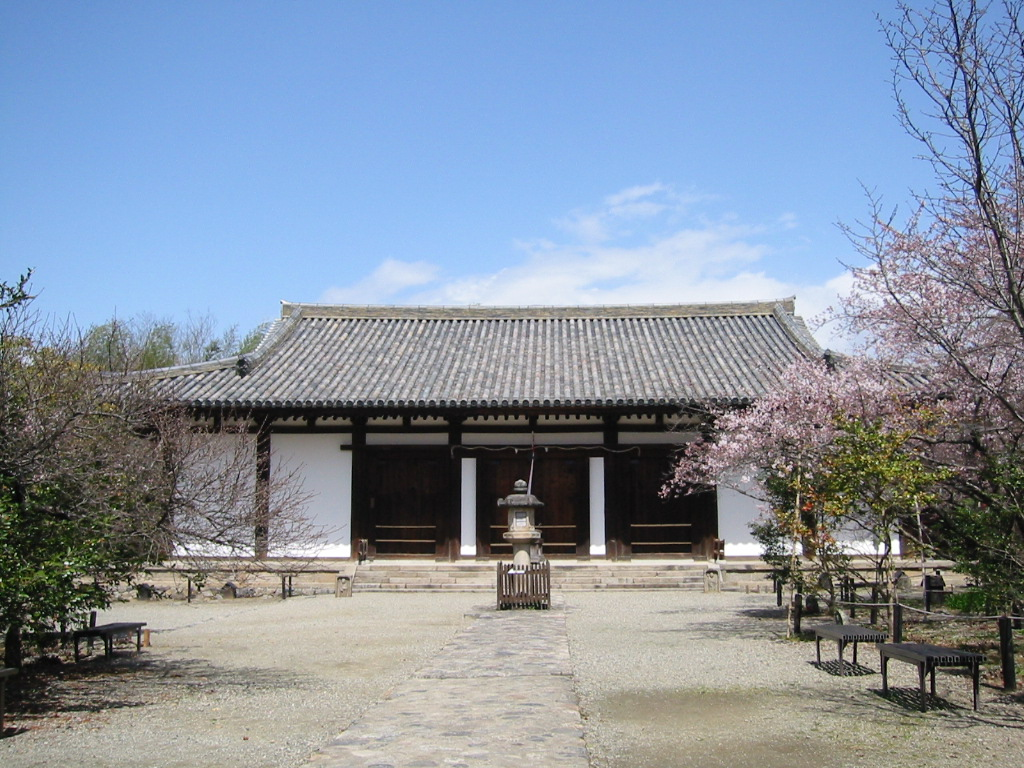
新薬師寺本堂
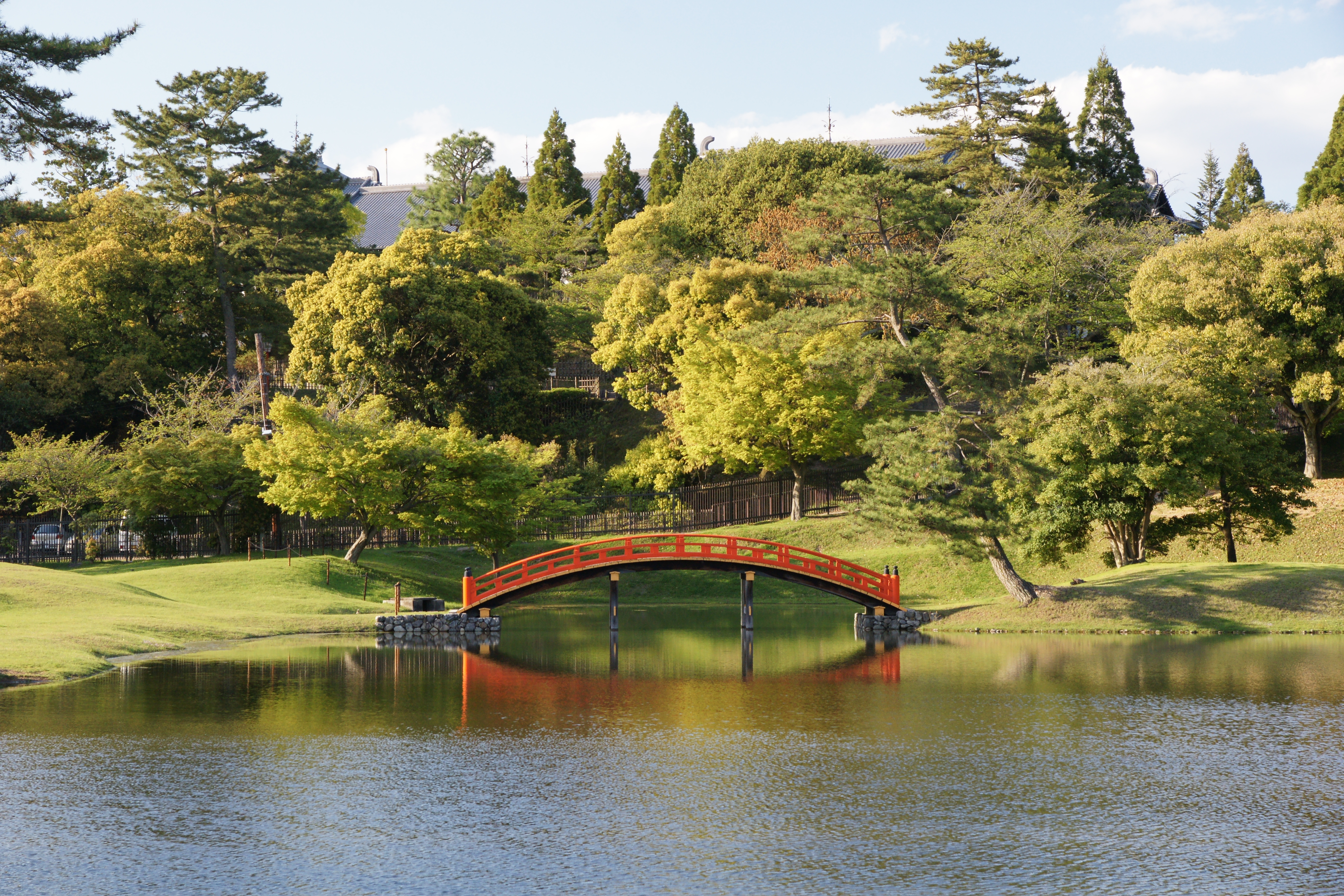
旧大乗院庭園
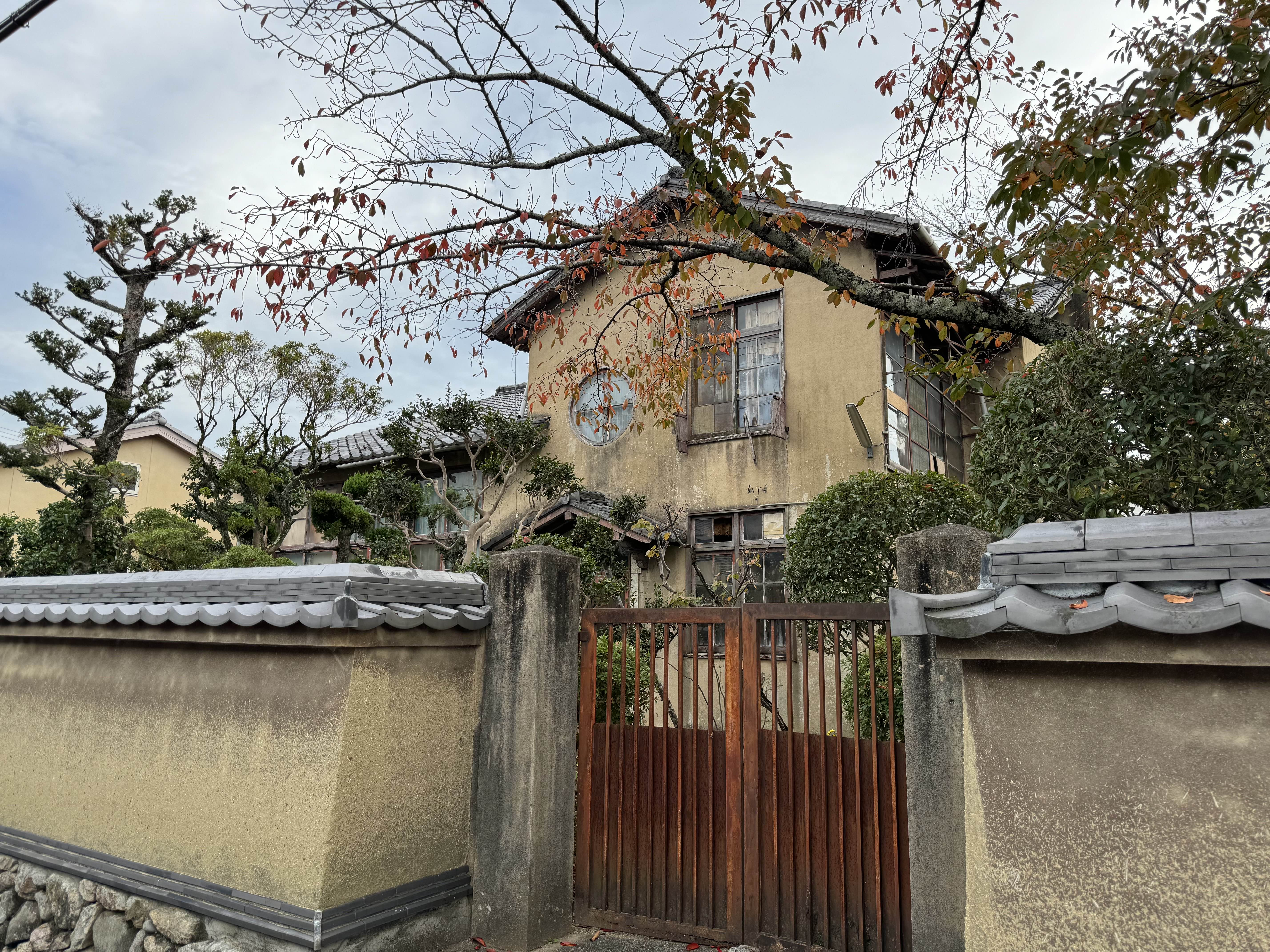
旧栗盛吉蔵邸

## 出身・ゆかりの人物
ゆかりの人物
- 岡潔 - 数学者。晩年の十数年を高畑町で過ごした[7]。
- 志賀直哉 - 小説家。1925年（大正14年）から1938年（昭和13年）にかけて高畑町で暮らしていた[8]。旧居が文学館等として公開されている。
- 辰野勇 - 登山家・実業家。モンベル創業者・会長。高畑町在住[9]。